# إيليمنتس غاردن
إيليمنتس غاردن (Elements Garden) هي مجموعة يابانية لإنتاج الموسيقى.

## النشأة
تأسست في 2004 على يد نورياسو أغيماتسو، جونبي فوجيتا، هيتوشي فوجيما ودايسكي كيكوتا.

## الأعضاء
- نورياسو أغيماتسو
- جونبي فوجيتا
- هيتوشي فوجيما
- دايسكي كيكوتا
- سيما إيواهاشي
- ريوتارو فوجيناغا
- ريوتا تومارو
- يوما هيراتا
- أسوكا أودا
- يوتا كاساي
- يوسكي تاكيدا
- كوتارو شيمودا
- يوكي هيداكا

### أعضاء سابقون
- ياسوتومو ناكاي
- ماساتو ناكاياما
- إيفان كول
- توموهيرو كيتا
- هاروكي موري
- ريوتا سويماسو

## أعمال المجموعة في الأنمي

### مسلسلات أنمي تلفزيونية
- معارك القوى الغريبة في حياتنا اليومية
- أمراء الغناء 1000%
- أمراء الغناء 2000%
- أمراء الغناء ريفولوشنز
- سنكي زيشو سيمفوجير
- سنكي زيشّو سيمفوجير G
- سنكي زيشّو سيمفوجير GX
- سنكي زيشّو سيمفوجير AXZ
- سنكي زيشّو سيمفوجير XV
- أكاديمية أوكالت
- وايت ألبوم
- إعادة تجسيدي في هيئة هلام
- حملتنا الأخيرة في نهضة العالم الجديد

## وصلات خارجية
- إيليمنتس غاردن على موقع ميوزك برينز (الإنجليزية)
- إيليمنتس غاردن على موقع أول ميوزيك (الإنجليزية)
- إيليمنتس غاردن على موقع ديسكوغز (الإنجليزية)
- إيليمنتس غاردن على موقع ANN person (الإنجليزية)